# Тврђава Белоградчик
Тврђава Белоградчик (буг. Белоградчишка крепост) је утврђење у граду Белоградчику подигнуто у Белоградчичком стењаку, северозападно од истоименог града, на северозападу Бугарске. Настала је у доба Римског царства и састоји се из три дела који обухватају укупну површину од 10.210 m². Њени бедеми су у основи дебели преко 2 m и достижу висину до 12 m. Она је данас једна од најочуванијих утврда у Бугарској и национални споменик од изузетног значаја.

## Прошлост тврђаве
Првобитну утврду на овом месту подигли су Римљани у стењаку као извидницу, користећи се тереном, тако да су бедеми подигнути само са северозапада и са југоистока, пошто су са других страна стене висине и до 70m чиниле природни непрелазни бедем.
Утврду је у 14. веку проширио владар Видинске Бугарске Јован Страцимир (1356—1397) подигавши нови део који је опасивао првобитну тврђаву и стеновити масив, Током тог периода, утврда постаје једна од најзначајнијих у том делу Балканског полуострва, одмах иза Видинског Града.
Османлије је заузимају 1396. године, после чега приступају проширењу тврђаве да би смањили хајдучију која је узела маха у њеној околини. Почетком 19. века је дошло до велике обнове и проширења утврде које су, за рачун Османског царства, спровели француски и италијански инжењери. Захваљујући томе, она је одиграла битну улогу у гушењу Белоградчичког устанка 1850. године.
Последњи пут је коришћена у ратним дејствима 1885. године, током српскобугарског рата.